# 张昌
张昌（？—304年），西晋义阳郡（治今河南新野）少數民族。他是西晉時張昌之亂的發起者。

## 生平
張昌年輕時當過平氏縣吏，武力過人，不過他常自己占卜，都說自己應該會富貴，又喜歡談論攻戰之事，都遭同僚們取笑。後來益州發生李流叛亂，張昌消失了半年，竟用這時間聚集了數千人，並盜取了儀仗旗幟，冒稱是朝廷派他招募兵員討伐李流。太安二年（303年），朝廷下了《壬午詔書》，命令召集士兵入蜀支援討伐，這些士兵被稱作「壬午兵」。不過，其時仍在八王之亂之紛亂之中，戰事不斷，而有知術數的人又說江左將有帝王興起，張昌就抓住人們不想應詔西征的心態以這些事加以哄騙也們，讓他們都不奉詔。不過，詔書為了加快遣兵，限定若果部隊停留在一個郡中達五日，太守就會遭免官，故此郡縣長官都很盡力驅逐他們，但這更逼了他們自己聚起來成為了盜賊。
該年，江夏郡豐收，吸引了數千流人去取食，張昌在郡治安陸縣的石巖山屯駐，這些流人和逃避《壬午詔書》的百姓大多都會去投靠他。張昌部眾漸多，改了名字叫「李辰」，擊敗了江夏太守弓欽所派來討伐的軍隊隊後就主動進攻安陸，弓欽出戰但大敗，只好逃到沔口。當時的鎮南大將軍新野王司馬歆派了騎督靳滿討伐張昌，在隨郡西和張昌大戰，卻為張昌所敗。張昌從靳滿敗軍中掠得器仗等軍需品，並佔據了江夏郡，取用其武庫之物。張昌接著對部眾說：「當有聖人出。」其時有個叫丘沈的山都縣吏經過江夏，張昌就指他就是聖人，準備好盛大的車駕和服飾去迎接，立了他作天子，置百官。丘沈易名「劉尼」，自稱是漢室後裔，以張昌為相國，張昌兄張味及弟張放分別以車騎將軍及廣武將軍領兵。當時張昌以大本營石巖山作宮殿，故意在岩石上用竹織成雀鳥形狀再以彩綢裝飾，在旁邊於了些肉，將真的雀鳥吸引來，然後向人們聲稱有鳳凰降臨。張昌又聲稱有珠袍、玉璽、鐵券、金鼓特物品自行出現，於是建年號「神鳳」，郊祀及衣飾都根據漢朝規格。為了壯大聲勢，張昌不但族誅不應募的人，而且散布流言「江淮已南當圖反逆，官軍大起，悉誅討之。」流言在一些人互相煽動下，讓人心惶恐，最終江沔流域的人短時間就內紛紛起兵，響應張昌，成功讓張昌在短時間內聚眾達三萬。其士眾都「絳頭毛面」。
司馬歆鑑於張昌勢力迅速發展，於是上表請求朝廷救助。晉廷於是命豫州刺史劉喬率領軍隊據汝南防禦，另派劉弘為荊州刺史，率領趙驤等增援宛城，助平南將軍羊伊拒守。張昌以黃林為大都督，領兵二萬進攻豫州，又派馬武進攻武昌，石冰攻江、揚二州，自己就率兵攻向襄陽。司馬歆面對張昌來襲，在張昌攻至樊城時就出戰迎擊，但終兵敗戰死，朝廷遂改以劉弘為鎮南將軍、都督荊州諸軍事。劉弘派了陶侃、蒯恆、皮初等人率先至襄陽，而張昌就進攻劉弘所在的宛，擊敗趙驤，羊伊被張昌所殺，劉弘退守梁。
張昌接著再攻向襄陽，卻遭到陶侃等軍所破，晉軍仍據襄陽。不過，黃林圍攻弋陽，武昌被馬武攻下，石冰攻下江揚二州郡縣並派兵進攻長沙、湘東、零陵等郡，封雲更起兵響應石冰，擾襲徐州，張昌影響於是遍及荊江揚徐豫五州。張昌對所佔據郡縣都會派駐官員，然而那些其實都是小人，亦無加以管束，故他們其實都是行著搶劫掠奪的盜賊行為，漸漸令人民對張昌失去信心。
及後，晉軍反擊，陶侃等率兵進攻張昌，屢敗張昌，殺了數萬人，最終兩軍於竟陵決戰；而劉喬就派李楊、尹奉率兵直搗江夏。陶侃與張昌苦戰多日後終大破張昌，數以萬計的人投降，張昌就逃到下儁山。
永興元年（304年），陳敏消滅了石冰，平定揚徐二州；張昌亦終遭荊州軍所捕，傳首京師，其餘眾都被誅滅三族。

## 延伸阅读
[在维基数据编辑]
 《晉書·卷100》，出自房玄齡《晉書》